# Otto Heilborn
Otto Heilborn, född 2 december 1892 i Stockholm, död där 11 oktober 1943, var en svensk botaniker.
Otto Heilborn var son till generalkonsuln Otto Henrik Heilborn, brorson till Emil Heilborn och kusin till Helge Heilborn. Efter studentexamen i Djursholm 1912 studerade han vid Stockholms högskola, där han blev filosofie magister 1917, filosofie licentiat 1922 och filosofie doktor 1924. Heilborn utnämndes till docent i växtcytologi och 1931 till docent i botanik vid Stockholms högskola och var 1932–1935 och från 1941 laborator där. 1936–1942 var Heilborn docent i systematisk botanik och ärftlighetslära vid Lantbrukshögskolan. Han företog tillsammans med Ivar Holmgren 1919–1920 en forskningsresa till Ecuador och 1926 en studieresa till USA. 
Heilborn ägnade sig inom botaniken främst åt cytologin och ärftlighetsforskningen. För sina ingående undersökningar över kromosomförhållandena hos starrsläktet redogjorde han i sin doktorsavhandling, Cromosome numbers and dimensions, species-formation and phylogeny in the genus Carex (1924). Hans studier över pollenbildningen och pollensteriliteten hos olika äppelsorter kom att få stor praktisk betydelse. I ett uppmärksammat arbete, Reduction divisions, pollen lethality and polyploidy in apples (1935) sammanställde han egna och andras resultat och påvisade att äppelsorter med tredubbla kromosomer bäst tål lagring och vanligen har högst vitaminhalt. Ett populärvetenskapligt arbete av Heilborn är Arternas uppkomst i den nyaste forskningens ljus (1932). I hans produktion märks även skrifter om blomsterväxternas ärftlighetsförhållanden och förädling samt systematiskbotaniska avhandlingar, bland annat om sydamerikanska växter. Heilborn var styrelseledamot och skattmästare i Svenska botaniska föreningen från 1929 och var medarbetare i Bonniers konversationslexikon 1924–1929 (1:a upplagan) och från 1936 (2:a upplagan). 
1916 blev han reservofficer och befordrades 1920 till löjtnant. Han var även kommunalt verksam i Djursholm, bland annat som ordförande i parkstyrelsen.